# Tennis (відеогра, 1984)
Tennis (яп. テニス, Tenisu) — спортивна відеогра розроблена і випущена Nintendo для NES. У Північній Америці та Європі Теніс був одним з 18 ігор для запуску NES. Також була випущена версія Game Boy.
Гра розрахована на одного користувача і двоколірний режим для одномісних та подвійних матчів, з гравцем змагання або кооперативним. Комп'ютеризований штучний інтелект противника може бути встановлений на один з п'яти рівнів складності. Маріо репрезентує матч.